# 细圆藤
细圆藤（学名：Pericampylus glaucus）为防己科细圆藤属下的一个种。